# Campeonato Chileno de Futebol de 1990 - Terceira Divisão
O Campeonato Chileno de Futebol de Terceira Divisão de 1990 (oficialmente Campeonato Oficial de Fútbol de la Tercera División de Chile 1990) foi a 10ª edição do campeonato do futebol do Chile, terceira divisão. Os 27 clubes jogam em turno e returno em quatro grupos regionalizados (três de 7 e um de 6 - Zona Sul). Os três melhores (dois melhores na Zona Sul e quatro na Zona Central - RMS) de cada grupo vão à fase final, onde o campeão é promovido para o Campeonato Chileno de Futebol de 1991 - Segunda Divisão. Os quatro últimos colocados (três últimos na Zona Sul) de cada grupo vão à segunda fase  (torneio de descenso), onde - em dois novos grupos - os três últimos iriam para uma ligilla final, e aí o último colocado era rebaixado para o Campeonato Chileno de Futebol de 1991 - Quarta Divisão

## Participantes
| Equipe                                        | Cidade              | Região                           | No ano anterior                                                      | Estádio                                       | Capacidade | Títulos        | Participações |
| --------------------------------------------- | ------------------- | -------------------------------- | -------------------------------------------------------------------- | --------------------------------------------- | ---------- | -------------- | ------------- |
| Club Deportivo Rengo                          | Rengo               | Região de O'Higgins              | Quarto Lugar (Zona Central)                                          | Estádio Municipal Guillermo Guzmán Díaz       | 5.000      | 0 (não possui) | 5             |
| Club Deportivo Defensor Casablanca            | Casablanca          | Região de Valparaíso             | Segundo Lugar (Descenso Norte)                                       | Raúl Vargas Verdejo                           | 2.500      | 0 (não possui) | 10            |
| Club de Deportes Maipo                        | Isla de Maipo       | Região Metropolitana de Santiago | Primeiro Lugar (Descenso Central)                                    | ----                                          | ---        | 0 (não possui) | 10            |
| Club Social y Deportivo Goodyear              | Maipú               | Região Metropolitana de Santiago | Quinto Lugar (Zona Norte)                                            | ---                                           | --         | 0 (não possui) | 10            |
| Club Deportivo Municipal Talagante            | Talagante           | Região Metropolitana de Santiago | Sexto Lugar (Zona Central)                                           | Estádio Municipal Lucas Pacheco Toro          | ---        | 0 (não possui) | 9             |
| Club de Deportes Comercio de Llay-Llay        | Llaillay            | Região de Valparaíso             | Sexto Lugar (Ascenso)                                                | ---                                           | --         | 0 (não possui) | 8             |
| Juventud Chépica                              | Chépica             | Região de O'Higgins              | Terceiro Lugar (Descenso Central)                                    | ---                                           | ---        | 0 (não possui) | 7             |
| Iván Mayo Club de Fútbol                      | Villa Alemana       | Região de Valparaíso             | Oitavo Lugar (Ascenso)                                               | Estádio Ítalo Composto Scarpatti              | 3.000      | 0 (não possui) | 7             |
| Corporación Club de Deportes Santiago Morning | Independencia       | Metropolitana de Santiago        | Quarto Lugar (Zona Norte)                                            | Santa Laura                                   | 22.375     | 1 (1984)       | 6             |
| Club de Deportes Victoria                     | Victoria            | Região de Araucanía              | Terceiro Lugar (Descenso Sul)                                        | Estádio Municipal de Victoria                 | 3.000      | 0 (não possui) | 7             |
| Club Deportivo Con Con National               | Concón              | Região de Valparaíso             | Terceiro Lugar (Descenso Norte)                                      | ---                                           | --         | 0 (não possui) | 8             |
| Juventud Ferro                                | Chimbarongo         | Região de O'Higgins              | Terceiro Lugar (Zona Sul)                                            | Estádio Municipal de Chimbarongo              | --         | 0 (não possui) | 5             |
| Juventud O'Higgins                            | Curacaví            | Região Metropolitana de Santiago | Sexto Lugar (Zona Norte)                                             | Estádio Ferroviário Hugo Arqueros Rodríguez   | 30.000     | 0 (não possui) | 5             |
| Club de Deportes Laja                         | Laja                | Região de Bío-Bío                | Quarto Lugar (Ascenso)                                               | Estádio Facela                                | 3.000      | 1 (1982)       | 6             |
| Unión Santa Cruz                              | Santa Cruz          | Região de O'Higgins              | Segundo Lugar (Ascenso)                                              | Estádio Municipal Joaquín Muñoz García        | 4.500      | 0 (não possui) | 5             |
| Club Deportivo Quintero Unido                 | Quintero            | Região de Valparaíso             | Sétimo Lugar (Ascenso)                                               | Estádio Municipal Raúl Vargas Verdejo         | 2.500      | 0 (não possui) | 5             |
| Club Deportivo Municipal Las Condes           | Las Condes          | Região Metropolitana de Santiago | Terceiro Lugar (Ascenso)                                             | ----                                          | ---        | 0 (não possui) | 3             |
| Club de Deportes Malleco Unido                | Angol               | Região de Araucanía              | Quarto Lugar (Zona Sul)                                              | Estádio Municipal Alberto Larraguibel Morales | 4.000      | 0 (não possui) | 2             |
| Athletic Club Barnechea                       | Lo Barnechea        | Região Metropolitana de Santiago | Segundo Lugar (Descenso Central)                                     | Estádio Municipal de Lo Barnechea             | 2.500      | 0 (não possui) | 2             |
| Club Deportivo Thomas Bata                    | Peñaflor            | Região Metropolitana de Santiago | Quarto Lugar (Ascenso)                                               | Estádio San Damián                            | -----      | 0 (não possui) | 2             |
| Club de Deportes Comercial Temuco             | Temuco              | Região de Araucanía              | Quinto Lugar (Zona Sul)                                              | Estádio Municipal Germán Becker               | 20.930     | 0 (não possui) | 2             |
| Club de Deportes La Unión                     | La Unión            | Região de Los Lagos              | Primeiro Lugar (Descenso Sul)                                        | --                                            | --         | 0 (não possui) | 2             |
| Club Deportivo Rahue                          | Osorno              | Região de Los Lagos              | Segundo Lugar (Descenso Sul)                                         | Estádio Municipal Rubén Marcos Peralta        | 12.000     | 0 (não possui) | 2             |
| Unión Veterana Peumo                          | Peumo               | Região de O'Higgins              | Acesso pelo Campeonato Chileno de Futebol de 1989 - Quarta Divisão   | ----                                          | ---        | 0 (não possui) | 1             |
| Club Deportivo Compañia de Teléfonos          | Pedro Aguirre Cerda | Região Metropolitana de Santiago | Acesso pelo Campeonato Chileno de Futebol de 1989 - Quarta Divisão   | ---                                           | -----      | 0 (não possui) | 1             |
| Club de Deportes Unión La Calera              | La Calera           | Região de Valparaíso             | Rebaixado do Campeonato Chileno de Futebol de 1989 - Segunda Divisão | Estádio Municipal Nicolás Chahuán Nazar       | 10.000     | 0 (não possui) | 1             |

## Campeão
| Campeão Chileno Terceira Divisão 1990                            |
| ---------------------------------------------------------------- |
| Club de Deportes Unión La Calera (La Calera) (1º título) Campeão |